# Piñuécar-Gandullas
Piñuécar-Gandullas é um município da Espanha na província e comunidade autónoma de Madrid, de área 18,19 km² com população de 202 habitantes (2007) e densidade populacional de 10,24 hab/km².

## Demografia
| Variação demográfica do município entre 1991 e 2004 | Variação demográfica do município entre 1991 e 2004 | Variação demográfica do município entre 1991 e 2004 | Variação demográfica do município entre 1991 e 2004 |
| --------------------------------------------------- | --------------------------------------------------- | --------------------------------------------------- | --------------------------------------------------- |
| 1991                                                | 1996                                                | 2001                                                | 2004                                                |
| 148                                                 | 160                                                 | 187                                                 | 186                                                 |